# See What a Fool I've Been
See What A Fool I've Been es una canción de la banda de Rock británica Queen.
Esta canción fue escrita por el guitarrista Brian May y editada como cara B del single Seven Seas of Rhye en Inglaterra el 23 de febrero de 1974. La canción no logró entrar en la lista definitiva de canciones del álbum Queen II, editado el mismo año.
También fue interpretada previamente por la banda inglesa Smile el 27 de febrero de 1969 en su Concert: Smile live at the Royal Albert Hall de Londres.
Es una canción al estilo blues y recuerda mucho a la banda de Rock Led Zeppelin por ejemplo en la manera de doblar al unísono la guitarra con la voz o también por su forma de improvisación. Aunque la canción no sea parte integra de ningún álbum oficial de la banda, es prácticamente el único registro donde la banda interpreta blues.
Apareció en la reedición del álbum Queen II en 1991 hecha por Hollywood Records, y posteriormente en el año 2011 hecha por Universal Music Group.
Se grabaron versiones en vivo de la canción y apareció en los álbumes Live at the Rainbow '74, publicado en 2014 y posteriormente en el álbum A Night at the Odeon – Hammersmith 1975 publicado en 2015 y también fue grabada para la BBC en la Sesión 2 el día 25 de julio de 1973 y apareció en el álbum recopilatorio On Air (álbum) publicado en 2016.